# Historia Diaspora
A Historia Diaspora egy 20. század végétől megjelenő magyar nyelvű hebraisztikai könyvsorozat. A Logos Kiadó gondozásában 	Budapesten az 1990-es évektől megjelenő kötetek a zsidóság múltjával, elsősorban nevezetes középkori filozófusaival, azok életművének alapos magyar nyelvű bemutatásával foglalkoznak, és a következők: